# Фінал кубка Англії з футболу 1877
Фінал кубка Англії з футболу 1877 — 6-й фінал найстарішого футбольного кубка у світі. Учасниками фіналу були «Вондерерз» і «Оксфорд Юніверсіті». Володарем кубкового трофею став «Вондерерз».

## Шлях до фіналу
| «Вондерерз»           | «Вондерерз»       | «Вондерерз»       | Раунд           | «Оксфорд Юніверсіті» | «Оксфорд Юніверсіті» | «Оксфорд Юніверсіті»    |
| --------------------- | ----------------- | ----------------- | --------------- | -------------------- | -------------------- | ----------------------- |
| Суперник              | Результат         | Матчі             |                 | Суперник             | Результат            | Матчі                   |
| «Саффрон Волден Таун» | технічна перемога | технічна перемога | Перший раунд    | «Олд Салопіанс»      | технічна перемога    | технічна перемога       |
| «Саутгол»             | 6—0               | 6—0               | Другий раунд    | «105 полк»           | 6—1                  | 6—1                     |
| «Пілігрімс»           | 3—0               | 3—0               | Третій раунд    | «Квінз Парк»         | технічна перемога    | технічна перемога       |
| -                     | -                 | -                 | Четвертий раунд | «Аптон Парк»         | 1—0                  | 0—0, 1—0 (перегравання) |
| «Кембридж Юніверсіті» | 1—0               | 1—0               | Півфінал        | -                    | -                    | -                       |

## Матч
| 24 березня 1877 |

| Вондерерз             | 2:1 дч   | Оксфорд Юніверсіті |
| --------------------- | -------- | ------------------ |
| Кенрік 86' Ліндсі 97' | Протокол | Кіннерд 15' (аг)   |

| Кеннінгтон Овал, Лондон Глядачів: 3 000 Арбітр: Сідні Райт |

|  |  |

|    |  |                        |  |
|    |  |                        |  |
| В  |  | Артур Кіннерд          |  |
| З  |  | Алфред Стратфорд       |  |
| З  |  | Вільям Ліндсі          |  |
| ПЗ |  | Френсіс Бірлі          |  |
| ПЗ |  | Фредерік Грін          |  |
| Н  |  | Чарльз Вулластон       |  |
| Н  |  | Томас Г'юз             |  |
| Н  |  | Г'юберт Герон          |  |
| Н  |  | Генрі Вейс             |  |
| Н  |  | Чарльз Ашпітель Дентон |  |
| Н  |  | Джарвіс Кенрік         |  |

|    |  |                        |  |
|    |  |                        |  |
| В  |  | Едвард Алінгтон        |  |
| З  |  | Овен Данелл            |  |
| З  |  | Вільям Роусон          |  |
| ПЗ |  | Евелін Ваддінгтон      |  |
| ПЗ |  | Джеймс Генрі-Сейворі   |  |
| Н  |  | Філіп Госкен Фернандес |  |
| Н  |  | Едвард Хагарті Паррі   |  |
| Н  |  | Генрі Оттер (к)        |  |
| Н  |  | Артур Тодд             |  |
| Н  |  | Арнолд Гіллз           |  |
| Н  |  | Джон Бейн              |  |